# Strazeele

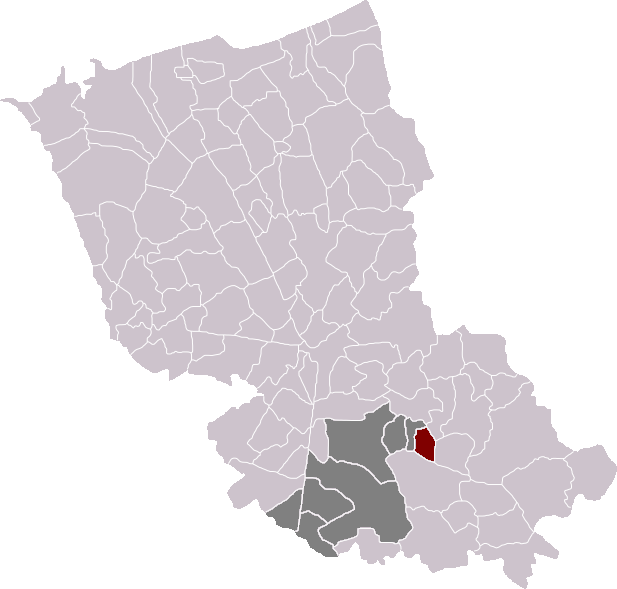
Localització de Strazeele

Strazeele  (en neerlandès Strazele) és un municipi francès, situat a la regió dels Alts de França, al departament del Nord, que forma part de la Westhoek. L'any 2006 tenia 678 habitants. Limita al nord-oest amb Flêtre, al nord amb Caëstre, a l'oest amb Pradelles, a l'est amb Merris, i al sud amb Vieux-Berquin.

## Demografia
| Evolució de la població |      |      |      |      |      |      |      |      |
| 1793                    | 1800 | 1806 | 1821 | 1831 | 1836 | 1841 | 1846 | 1851 |
| 539                     | 558  | 596  | 497  | 602  | 576  | 560  | 559  | 558  |

| 1856 | 1861 | 1866 | 1872 | 1876 | 1881 | 1886 | 1891 | 1896 |
| ---- | ---- | ---- | ---- | ---- | ---- | ---- | ---- | ---- |
| 550  | 584  | 578  | 607  | 615  | 630  | 593  | 571  | 544  |

| 1901 | 1906 | 1911 | 1921 | 1926 | 1931 | 1936 | 1946 | 1954 |
| ---- | ---- | ---- | ---- | ---- | ---- | ---- | ---- | ---- |
| 586  | 628  | 638  | 514  | 523  | 478  | 508  | 453  | 465  |

| 1962 | 1968 | 1975 | 1982 | 1990 | 1999 | 2006 | 2011 | 2016 |
| ---- | ---- | ---- | ---- | ---- | ---- | ---- | ---- | ---- |
| 483  | 521  | 505  | 601  | 644  | 681  | -    | -    | -    |

| 2019 | - | - | - | - | - | - | - | - |
| ---- | - | - | - | - | - | - | - | - |
| -    | - | - | - | - | - | - | - | - |

## Administració
| Període   | Identitat                    | Partit |
| --------- | ---------------------------- | ------ |
| 1943-1971 | Jérémie Huyghe               |        |
| 1971-1983 | Joseph Bauet                 |        |
| 1983-2008 | Jean Becuwe                  |        |
| 2008-     | Elisabeth Gressier-Kesteloot |        |